# Bryan Ruiz
Bryan Jafet Ruiz González (San José, 18 augustus 1985) is een voormalig Costa Ricaans profvoetballer die doorgaans als aanvaller speelde. Ruiz debuteerde in 2004 in het Costa Ricaans voetbalelftal. In december 2022 beëindigde hij zijn voetbalcarrière.

## Carrière

### Alajuelense
In de jeugd speelde Ruiz in het buurtteam van zijn opa voor hij in de regionale afdeling van Liga Deportiva Alajuelense kwam. Op zijn vijftiende kwam hij in de reguliere jeugdopleiding van Alajuelense.
Bryan Ruiz begon zijn professionele carrière bij Alajuelense, in de hoogste divisie van Costa Rica, waar hij in 2004 de CONCACAF Champions Cup won en in het seizoen 2004/05 kampioen werd van de Primera División.
In april 2005 was hij op stage bij Feyenoord. Toenmalig coach Ruud Gullit was erg geïnteresseerd, maar toen Gullit ontslagen werd, betekende dit dat Ruiz werd teruggestuurd naar Costa Rica. In juli 2006 zag Michel Louwagie, manager van KAA Gent, hem aan het werk in de topper tussen Deportivo Saprissa en Alajuelense en raakte ervan overtuigd de opvolger van Mbark Boussoufa gevonden te hebben, die een maand eerder naar Anderlecht getransfereerd was. KAA Gent betaalde zo'n 391.000 euro voor Ruiz en Randall Azofeifa.

### KAA Gent
In zijn eerste seizoen, onder trainer Georges Leekens zat Ruiz dikwijls op de bank. Hij werd meestal ingebracht als vervanger van de meer controlerende Christophe Grégoire op de linkerflank, om een vermoeide tegenstander pijn te doen. Het publiek was dol op hem en wie hem aan het werk zag op training, begreep niet waarom hij niet vaker werd opgesteld. Daarover verklaarde Leekens: "Had ik Bryan meteen uitgeroepen tot enige echte opvolger van Boussoufa, dan had ik hem sportief vermoord. (...) In het begin deed hij nog vaak de actie om de actie. Hij presteerde niet regelmatig genoeg."
Het daaropvolgende seizoen stond Trond Sollied aan het roer van KAA Gent. Hij speelde Ruiz uit als linkeraanvaller in een driemansvoorhoede. De loopacties van Ruiz, gecombineerd met de doorsteekballen van foerier Khalilou Fadiga, zorgden voor tal van doelpunten. Ruiz werd een onmisbare pylon. Sollied vertrok naar sc Heerenveen, waardoor alweer een andere coach zich met de ontwikkeling van de Costa Ricaan ging bemoeien. Michel Preud'homme meende dat Ruiz het best tot zijn recht komt als aanvallende middenvelder. In het seizoen 2008-2009 werd hij dan ook aldus uitgespeeld. In het begin vertoonde de speler een mindere vorm, maar hij groeide in de tweede seizoenshelft in de nieuwe rol en kreeg zelfs de kapiteinsband van het oprukkende Gent omgegespt. In het seizoen 2008-2009 kreeg hij de Jean-Claude Bouvy-Trofee, de Gentse publieksprijs.

### FC Twente
In de zomer van 2009 verkaste Ruiz naar FC Twente in de Nederlandse Eredivisie. Gent ontving ongeveer vijf miljoen euro voor hem en zou bij doorverkoop nog een percentage van de transfersom toucheren. FC Twente legde Ruiz tot 2013 vast. Onder trainer Steve McClaren had Ruiz vanaf de start van het seizoen een basisplaats, aanvankelijk als linkervleugelspits en na enkele wedstrijden als rechtervleugelspits. Ruiz scoorde regelmatig en stond al snel achter Luis Suarez op de topscorerslijst van de Eredivisie.
Op 27 maart 2010 scoorde Ruiz een van de snelste hattricks ooit in de Eredivisie. Tegen Sparta Rotterdam had hij vier minuten en twintig seconden nodig om drie keer het net te vinden: eenmaal op aangeven van Kenneth Pérez, eenmaal vanaf elf meter en eenmaal op aangeven van Theo Janssen. Drie spelers hadden minder tijd nodig voor het maken van een hattrick, te weten Jan Seelen, Henk Groot en Johan Cruijff. Ruiz schroefde met zijn hattrick zijn seizoenstotaal in de competitie op tot 22.
In Venlo maakte hij daarna zijn 23ste doelpunt van het seizoen. Op de laatste speeldag zorgde hij met zijn 24ste treffer mede voor het behalen van de landstitel. Zo eindigde hij het seizoen als de op een na beste topschutter van het seizoen, na Ajax-speler Suarez, die 35 keer het doel trof. Daarnaast werd Bryan Ruiz in Voetbal International uitgeroepen tot Gilette Speler van het voetbaljaar 2009/10.
In het seizoen 2010/11 scoorde hij twee in de uitwedstrijd tegen N.E.C., op 27 november 2010. In diezelfde wedstrijd raakte hij ernstig geblesseerd en moest hij tot na de winterstop langs de zijlijn staan. Zijn eerste wedstrijd na zijn blessure was in de tweede seizoenshelft van 2010/11 in een thuiswedstrijd tegen Feyenoord. Hij viel in en maakte de beslissende 2–1 in de 91e minuut van de wedstrijd. Dat seizoen kwam Ruiz tot tien treffers. Tevens won hij met de club zowel de Johan Cruijff Schaal als de KNVB beker.

### Fulham
Ruiz begon het seizoen 2011/12 met een invalbeurt in de wedstrijd om de Johan Cruijff Schaal en scoorde de beslissende treffer. Twente speelde de tweede helft met tien man. Hij speelde nog vier competitiewedstrijden voor Twente, dat hem daarna voor twaalf miljoen euro verkocht aan Fulham. In de winterse transferperiode van het seizoen 2013/14 verhuurde Engelse club hem aan PSV. In de winter van het seizoen 2014/15 leek het erop dat Ruiz verhuurd werd aan Levante UD. Dit ging echter niet door omdat er een administratieve fout was gemaakt in het contract.

### Sporting CP
Sporting CP kwam in juli 2015 tot een akkoord met Fulham over een definitieve overname van Ruiz. De club bood hem een contract tot medio 2018 aan. Op 18 januari 2017 werd Ruiz uitgeroepen tot beste voetballer van Noord- en Midden-Amerika en de Cariben in 2016. Het was voor de eerste keer in zijn carrière dat de aanvaller uit Costa Rica de prijs kreeg van de continentale bond CONCACAF.

### Santos
In de zomer van 2018 maakte hij de overstap van Sporting Portugal naar Santos. De rechtsbuiten begon nog als basisspeler, maar belandde binnen een paar maanden op een zijspoor. Op 12 november 2018 speelde hij voor het laatst mee in een competitieduel van de Braziliaanse topclub. Op 13 Juli 2020 maakte hij bekend dat zijn contract met Santos ontbonden is.

### Alajuelense
Op 23 juli 2020 werd bekendgemaakt dat Ruiz terugkeerde naar Costa Rica om bij zijn eerste profclub Alajuelense te gaan spelen. Op 17 december 2022 beëindigde hij zijn voetbalcarrière na een afscheidswedstrijd tegen zijn voormalige ploeg FC Twente.

## Clubstatistieken
| Seizoen | Club        | Competitie                    | Wedstrijden | Doelpunten |
| ------- | ----------- | ----------------------------- | ----------- | ---------- |
| 2003/04 | Alajuelense | Liga Costarricense            | 17          | 3          |
| 2004/05 | Alajuelense | Liga Costarricense            | 31          | 13         |
| 2005/06 | Alajuelense | Liga Costarricense            | 35          | 8          |
| 2006/07 | KAA Gent    | Eerste klasse                 | 16          | 3          |
| 2007/08 | KAA Gent    | Eerste klasse                 | 31          | 11         |
| 2008/09 | KAA Gent    | Eerste klasse                 | 32          | 12         |
| 2009/10 | FC Twente   | Eredivisie                    | 34          | 24         |
| 2010/11 | FC Twente   | Eredivisie                    | 27          | 9          |
| 2011/12 | FC Twente   | Eredivisie                    | 4           | 2          |
| 2011/12 | Fulham      | Premier League                | 27          | 2          |
| 2012/13 | Fulham      | Premier League                | 29          | 4          |
| 2013/14 | Fulham      | Premier League                | 12          | 1          |
| 2013/14 | → PSV       | Eredivisie                    | 14          | 5          |
| 2014/15 | Fulham      | Championship                  | 29          | 4          |
| 2015/16 | Sporting CP | Primeira Liga                 | 34          | 8          |
| 2016/17 | Sporting CP | Primeira Liga                 | 32          | 2          |
| 2017/18 | Sporting CP | Primeira Liga                 | 20          | 2          |
| 2018    | Santos      | Campeonato Brasileiro Série A | 12          | 0          |
| 2019    | Santos      | Campeonato Brasileiro Série A | 0           | 0          |
| 2020    | Santos      | Campeonato Brasileiro Série A | 0           | 0          |
| 2020/21 | Alajuelense | Liga Costarricense            | 40          | 7          |
| 2021/22 | Alajuelense | Liga Costarricense            | 37          | 2          |
| Totaal  | Totaal      | Totaal                        | 513         | 122        |

## Interlandcarrière
Ruiz is verscheidene malen opgeroepen voor het nationale team. Zo speelde hij in de CONCACAF Gold Cup en in kwalificatiewedstrijden voor het wereldkampioenschap voetbal 2006. Op de eindronde van het WK 2006 behoorde hij niet tot de selectie van Costa Rica.
In de kwalificatie voor het WK 2010 was Ruiz een vaste keuze in het team van zijn land en scoorde hij zes doelpunten, waarmee hij samen met Álvaro Saborío topscorer is. Costa Rica werd in een play-off tegen Uruguay uitgeschakeld en plaatste zich daardoor niet voor de eindronde in Zuid-Afrika. Bondscoach Jorge Luis Pinto nam Ruiz in mei 2014 op in de Costa Ricaanse selectie voor het wereldkampioenschap voetbal 2014 in Brazilië. Daar maakte hij het beslissende doelpunt in de wedstrijd tegen Italië. Ook in de achtste finale tegen Griekenland speelde Ruiz een beslissende rol, door het enige Costa Ricaanse doelpunt te maken en in de strafschoppenserie de tweede strafschop voor Costa Rica te benutten. In de kwartfinale tegen Nederland kwam het opnieuw aan op strafschoppen, nadat er in de reguliere speeltijd en verlenging niet gescoord werd. Ruiz nam opnieuw de tweede strafschop, maar deze werd gestopt door Tim Krul. Nadat ook Michael Umaña zijn strafschop gekeerd werd, was Costa Rica uitgeschakeld.

## Erelijst
Als speler
 Alajuelense
- CONCACAF Champions Cup: 2004
- Copa Interclubes UNCAF: 2005
- Primera División: 2004/05
- CONCACAF League: 2020

 FC Twente
- Eredivisie: 2009/10
- Johan Cruijff Schaal: 2010, 2011
- KNVB beker: 2010/11

 Sporting CP
- Taça da Liga: 2017/18
- Supertaça Cândido de Oliveira: 2015

 Costa Rica
- Copa Centroamericana: 2014

Individueel
- CONCACAF Speler van het Jaar: 2016
- CONCACAF Doelpunt van het Jaar: 2014
- CONCACAF Best XI: 2015, 2016, 2017
- Jean-Claude Bouvy Trofee: 2008, 2009
- FC Twente Speler van het Seizoen: 2010
- BBC Doelpunt van de Maand: oktober 2011
- IFFHS CONCACAF Team van het Decennium: 2011–2020